# Saint-Léomer

Saint-Léomer este o comună în departamentul Vienne, Franța. În 2009 avea o populație de 181 de locuitori.